# Gas (Gemälde)
Gas (dt.: Benzin) ist der Titel eines Ölgemäldes von Edward Hopper (1882–1967) aus dem Jahr 1940, das neben Nighthawks zu einem der bekannteren Werke des US-amerikanischen Malers wurde. Es stellt eine Tankstelle an einer Landstraße dar.

## Beschreibung
Gas zeigt eine leere Chaussee in der Abenddämmerung. Am Straßenrand stehen im Zentrum des Bildes drei rote Benzinzapfsäulen, an denen sich, von den Säulen halb verdeckt, der Tankwart zu schaffen macht. Rechts im Bild befindet sich, lediglich im Anschnitt gezeigt, das Tankstellenhäuschen, aus dessen geöffneter Tür und aus dessen Fenstern Licht seitlich auf einen kleinen Vorplatz und auf die Zapfsäulen fällt. Daneben prangt an einem hohen Mast das Reklameschild: Mobilgas mit rotem Pegasus. Die gegenüberliegende Straßenseite, gesäumt von einem Randstreifen verdorrten hohen Grases, bildet den Hintergrund als einen tiefdunklen, undurchdringlichen Wald, über dem sich am bereits dunkelnden Himmel das letzte Licht einer bereits untergegangenen Sonne zeigt.
Das Besondere des Gemäldes ist die Gestaltung durch das sowohl natürliche als auch künstliche Licht. Der letzte Schein der Sonne taucht die Szenerie ins Vage, aus der sich die roten Säulen und deren kreisrunde Mobilgas-Köpfe, die hintereinander im selben Weiß-Gelb leuchten wie das Reklameschild an der Stange, im Zentrum des Bildes ebenso hervorheben wie das Orange, das die spitzwinklig zulaufenden Randstreifen der Straße bildet. Die Licht- und Schattenpartien, die das Lampenlicht aus dem Innern des Hauses auf den Boden zeichnet, sind neben der halbverdeckten und dadurch gesichtslosen Figur des Tankwarts der einzige Hinweis auf eine Belebung der Landstraße. Mit dem Tankwart, der bereits seine Arbeitskleidung abgelegt hat und in weißem Oberhemd mit Weste den eben betätigten Zapfhahn, mit dem er ein längst davongefahrenes Automobil betankte, zurückzuhängen scheint, hinterlässt die seltsame Beleuchtung der Szenerie „ein unterschwelliges Gefühl des Dramas“.

## Einordnung

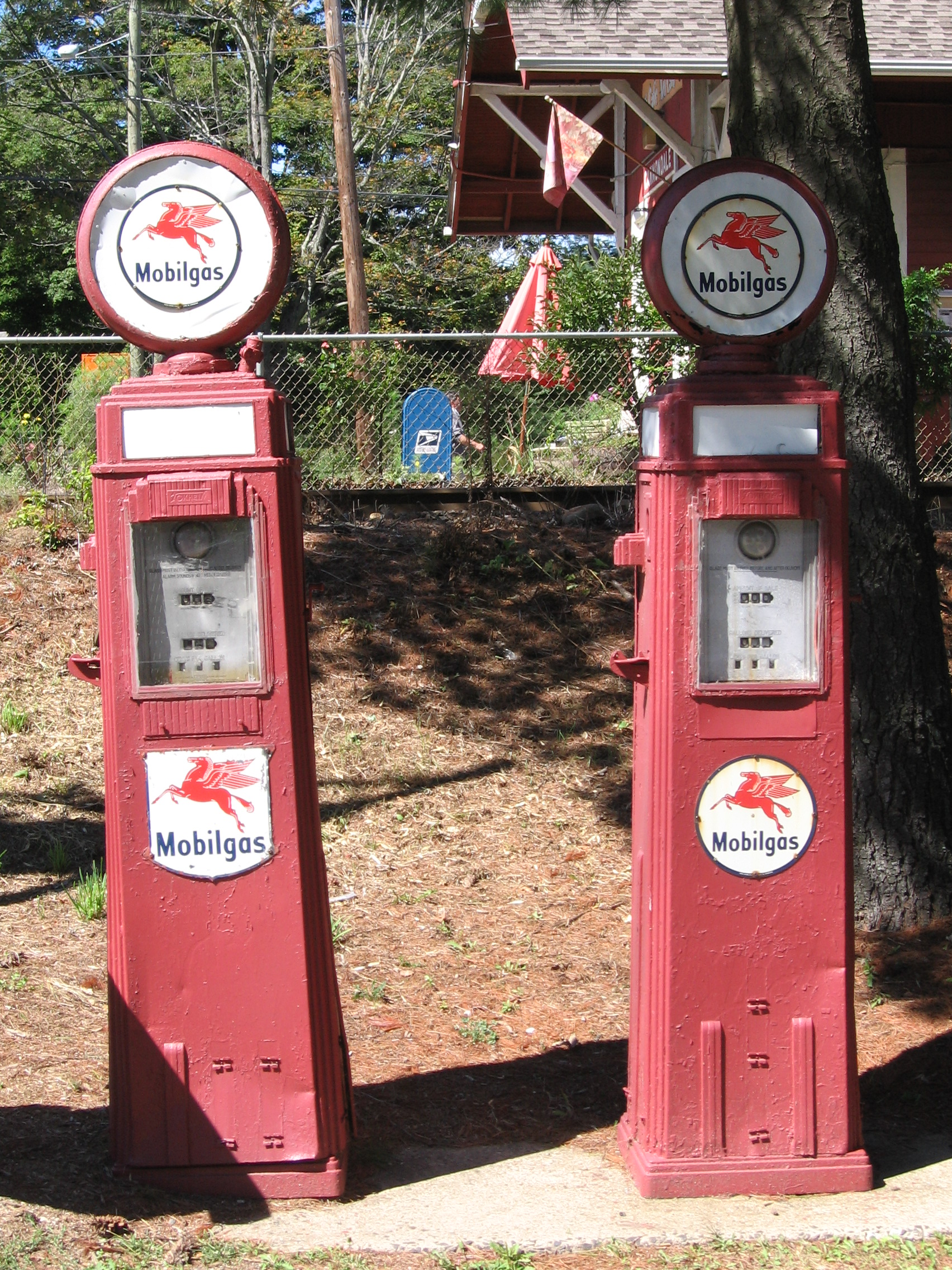
Alte Mobilgas-Zapfsäulen

Edward Hopper malte das Bild im Zusammenhang mehrerer Tankstellendarstellungen. In Four Lane Road von 1956 sitzt ein Tankwart mit missmutigem Gesichtsausdruck neben seiner Tankstelle, erkennbar an den Mobilgas-Zapfsäulen, in der Sonne; seine Frau, die sich aus dem Fenster lehnt, scheint ihm, ebenso missmutig, soeben Unfreundliches zu sagen. Den Hintergrund für diese Szenerie bilden, wie auch in Gas, eine einsame Landstraße und ein undurchdringlicher Wald. 
Für die Komposition in Gas, so Edward Hopper, habe er lange nach einer Tankstelle gesucht wie der, die er im Sinn hatte, sie aber nirgendwo gefunden. Das Ziel seiner Malerei, sagt Hopper, sei die möglichste exakte Übertragung seiner intimsten Eindrücke der Natur gewesen; in Gas sind das die Eindrücke der einsamen amerikanischen Landstraße.